# SN 2000eh
SN 2000eh – supernowa typu Ia odkryta 21 października 2000 roku w galaktyce A041502+0423. W momencie odkrycia miała maksymalną jasność 22,40m.